# Edmund Hügel

Edmund Hügel

Edmund Hügel (* 2. Dezember 1841 in Berlin; † 10. Dezember 1908 in St. Pölten) war ein österreichischer deutschnationaler Politiker und von 1905 bis 1908 Bürgermeister von St. Pölten.

## Leben
Edmund Hügel wurde 1841 in Berlin geboren und besuchte in Wien die Realschule und einen Vorbereitungskurs der Akademie der bildenden Künste. Obgleich er Maler werden wollte, begann sein Berufsleben 1866 bei der Kaiserin Elisabeth-Bahn, 1873 kaufte er das Hotel „Zur Kaiserin von Österreich“ in der St. Pöltner Kremsergasse und ließ sich in der Stadt nieder. 1900 verkaufte er sein Hotel und ließ sich nach Plänen von Baumeister Johann Zeilinger den "Hügel-Hof" am Mühlweg errichten, wo er von nun an lebte. Die Malerei gab er nicht komplett auf, so fertigte er etwa 1891 ein lebensgroßes Gemälde Kaiser Franz Josephs für die k. k. privilligierte Schützenkompagnie St. Pölten an.
Ab 1888 gehörte Hügel dem Gemeinderat von St. Pölten an, ab 1898 war er Vizebürgermeister, er wurde 1900 und im April 1905 in dieser Funktion wiedergewählt. Nach der Resignation von Wilhelm Voelkl als Bürgermeister und einer Absage von Eugen von Aichelburg wurde er im November 1905 zum Bürgermeister gewählt.
Im September 1907 erlitt Hügel einen Schlaganfall, von dem er sich nicht mehr komplett erholte. Vizebürgermeister Otto Eybner erledigte die Amtsgeschäfte – offiziell dauerte Hügels Amtszeit jedoch bis zur Wahl im Mai 1908, zu der er nicht mehr antrat. Er verstarb im Dezember desselben Jahres als Privatier in St. Pölten.

## Ehrungen
- Goldenes Verdienstkreuzes mit der Krone (Zivil-Verdienstkreuz) (1893)[18][19]
- Hügelstraße in St. Pölten (1955)[1]